# IUPAC номенклатура
IUPAC номенклатура је систем за именовање хемијских једињења и уопште описивање хемијске науке. Развијен је и ажурира се под окриљем Међународне уније за чисту и примењену хемију (IUPAC).

## Подела
номенклатура је подељена по књигама зависности од области коју покрива:
- Опште – „Принципи хемијске номенклатуре“
- Златна књига – хемијска терминологија[4]
- Зелена књига – физичка хемија[5]
- Црвена књига – неорганска хемија[6]
- Плава књига – органска хемија[7][8]
- Љубичаста књига – номенклатура макромолекула[9]
- Наранџаста књига – аналитичка номенклатура[10]
- Сребрна књига – терминологија и номенклатура клиничке лабораторијске праксе[11]
- Бела књига – биохемијска номенклатура[12]

## Публикације

### Серија књига о аналитичкој и физичкој хемији система животне средине
| Име књиге | Опис |
| --- | --- |
| Атмосферске честице | Атмосферске честице је књига која се бави науком о аеросолу. Ова књига је намењена као референца за дипломиране студенте и истраживаче атмосфере. Атмосферске честице улази у дубину о својствима аеросола у атмосфери и њиховом дејству. Теме обрађене у овој књизи су: киселе кише; загађење тешким металима; глобално загревање; и фотохемијски смог. Атмосферске честице такође покрива технике анализе атмосфере и начине узимања атмосферских узорака. |
| Колоиди и честице животне средине: понашање, одвајање и карактеризација                                                      | Колоиди и честице животне средине: понашање, раздвајање и карактеризација је књига која говори о колоидима животне средине и тренутним информацијама доступним о њима. Ова књига се фокусира на колоиде и честице животне средине у воденим системима и земљиштима. Такође се бави техникама као што су технике узорковања колоида из околине, фракционисања величине и начина карактерисања колоида и честица. Колоиди и честице животне средине: понашање, раздвајање и карактеризација такође се бави начином на који ови колоиди и честице међусобно делују. |
| Биофизичка хемија фракталних структура и процеса у системима животне средине                                                 | Биофизичка хемија фракталних структура и процеса у системима животне средине има за циљ да пружи преглед технике засноване на фракталној геометрији и процесима еколошких система. Ова књига даје идеје о томе како користити фракталну геометрију за упоређивање и контраст различитих екосистема. Такође даје преглед знања потребних за решавање еколошких проблема. Коначно, Биофизичка хемија фракталних структура и процеса у системима животне средине показује како користити фрактални приступ за разумевање реактивности флокула, седимената, земљишта, микроорганизама и хумусних супстанци. |
| Интеракције између честица тла и микроорганизама: Утицај на земаљски екосистем                                               | Интеракције између честица тла и микроорганизама: Утицај на земаљски екосистем је намењен за хемичаре и биологе који проучавају еколошке системе. Такође, ову књигу треба користити као референцу они који се баве науком о Земљи, геологијом животне средине, инжењерством животне средине, као и професионалци у области микробиологије и екологије. Интеракције између честица тла и микроорганизама: Утицај на земаљски екосистем говори о томе како минерали, микроорганизми и органске компоненте заједно утичу на копнене системе. Ова књига идентификује постојање мноштва различитих техника и теорија о минералима, микроорганизмима и органским компонентама појединачно, али да оне често нису повезане једна с другом. Даље се говори о томе како ове компоненте тла делују заједно при утицању на земаљски живот. Интеракције између честица тла и микроорганизама: Утицај на земаљски екосистем даје технике за заједничку анализу минерала, микроорганизама и органских компоненти. Ова књига такође има велики одељак који постулира зашто научници у области животне средине који раде у специфичним областима минерала, микроорганизама и органских компоненти земљишта треба да раде заједно и како то треба да чине. |
| Биогеохемија гвожђа у морској води                                                                                           | Биогеохемија гвожђа у морској води је књига која описује како су ниске концентрације гвожђа на Антарктику и Тихом океану резултат смањеног хлорофила за производњу фитопланктона. То остварује прегледом информација из истраживања током 1990-их. Ова књига дубински разматра: хемијску специјацију; аналитичке технике; трансформације гвожђа; како гвожђе ограничава развој области са високим садржајем хранљивих материја са ниским садржајем хлорофила у Тихом океану. |
| Ин ситу надгледање водених система: хемијска анализа и специјација                                                           | Ин ситу надгледање водених система: хемијска анализа и специјација је књига која говори о техникама и уређајима за праћење водених система и како се нови уређаји и технике могу развити. Ова књига наглашава будућу употребу микроаналитичких техника праћења и микротехнологије. Ин ситу надгледање водених система: хемијска анализа и специјација је намењена истраживачима и лабораторијама које анализирају водене системе као што су реке, језера и океани. |
| Структура и површинске реакције честица земљишта                                                                             | Структура и површинске реакције честица земљишта је књига о структурама земљишта и молекуларним процесима који се дешавају у земљишту. Структура и површинске реакције честица земљишта је намењена сваком истраживачу који истражује земљиште или делује у области антропологије. Она иде у дубину тема као што су: фрактална анализа димензија честица; компјутерско моделирање структуре; реактивност хумуса; примена микроскопије атомске силе; и напредна инструментација за анализу честица тла. |
| Специјација метала и биодоступност у воденим системима, Серија о аналитичкој и физичкој хемији система животне средине Том 3 | Специјација метала и биодоступност у воденим системима, Серија о аналитичкој и физичкој хемији система животне средине Том 3 је књига о утицају метала у траговима на живот у води. Ова књига се сматра делом које је специјализовано за истраживаче заинтересоване да посматрају ефекат метала у траговима у водоснабдевању. Она укључује технике за разматрање начина на који се биолошки тестови могу користити за процену утицаја метала у траговима на организам. Такође, Специјација метала и биодоступност у воденим системима, Серија о аналитичкој и физичкој хемији система животне средине Том 3 разматра ограничења употребе биолошких тестова за посматрање ефеката метала у траговима на организме. |
| Физичкохемијска кинетика и транспорт на биоинтерфејсима                                                                      | Физичкохемијска кинетика и транспорт у биоинтерфејсима је књига створена да помогне научницима у области животне средине у раду на терену. Књига даје преглед хемијских механизама, транспорта, кинетике и интеракција које се јављају у системима животне средине. Физичкохемијска кинетика и транспорт у биоинтерфејсима наставља са места где се завршава Специјација метала и биодоступност у воденим системима. |